# Walter Andrew Shewhart
Walter Andrew Shewhart [vôlter êndru šúhart], ameriški fizik, inženir in statistik, * 18. marec 1891, New Canton, Illinois, ZDA, † 11. marec 1967, Troy Hills, New Jersey, ZDA.
Shewhart včasih velja za očeta statistične kontrole kakovosti.
William Edwards Deming je zanj dejal:
Kot statistik se je, kot mnogi drugi, sam učil z dobre podlage fizike in matematike.

## Življenje in delo
Rodil se je v družini Antona in Este Barney Shewhart. Študiral je na Univerzi Illinoisa. Doktoriral je leta 1917 na Univerzi Kalifornije v Berkeleyju.
Inženirji v podjetju Bell Telephone (danes AT&T) so poskušali izboljšati zanesljivost svojih prenosnih sistemov. Ker so morali biti ojačevalniki in druga oprema v podzemlju, so morali zmanjšati frekvenco napak in popravil. Ko se je Shewhart leta 1918 pridružil Nadzorno-tehniškemu oddelku podjetja Western Electric Company v tovarniškem kompleksu Hawthorne Works v Ciceru, Illinois, je bila industrijska kakovost omejena na nadzor končnih izdelkov in odstranjevanju slabih. To se je 16. maja 1924 spremnilo. Shewhartov šef Edwards je o tem povedal: »Dr. Shewhart je pripravil kratek zapisek na eni strani. Približno tretjino strani je zasedal preprosti diagram, ki ga danes poznamo vsi kot shematično kontrolno karto. Diagram in kratko priloženo besedilo je dalo bistvena načela in pomene, ki se tičejo tega kar danes poznamo kot kontrola kakovosti procesov.« Shewhartovo delo je pokazalo pomembnost zmanjšanja variacij v proizvodnem procesu in razumevanje stalnega uravnavanja procesov kot reagiranje na neprilagajano dejansko povečano variacijo in zmanjšano kakovost.

## Dela

### Knjige
- Shewhart, Walter A. (1917). A study of the accelerated motion of small drops through a viscous medium. Lancaster, PA: Press of the New Era Printing Company. str. 433. OCLC 26000657. LCCN 18-0 – 00. LCC QC189 .S5.
- Shewhart, Walter A. (1931). Economic control of quality of manufactured product. New York: D. Van Nostrand Company. str. 501. ISBN 0-87389-076-0. OCLC 1045408. LCCN 31-0 – 0. LCC TS155 .S47.
- Shewhart, Walter A[ndrew]. (1939). Statistical method from the viewpoint of quality control. (W. Edwards Deming). Washington, D.C.: The Graduate School, the Department of Agriculture. str. 155. ISBN 0-486-65232-7. OCLC 1249225. LCCN 44-0 – 000. LCC HA33 .S45.